# Голос (партия, Украина)
Голос (укр. Голос) — украинская политическая партия, созданная фронтменом группы «Океан Эльзы» Святославом Вакарчуком. Позиционирует себя как проевропейская и правоцентристская.

## История
О создании партии «Голос» было объявлено 16 мая 2019 года, презентация состоялась на Старокиевской горе в Киеве. Её руководителем стал украинский рок-музыкант, композитор и в прошлом народный депутат VI созыва (2007—2008) Святослав Вакарчук.
Поскольку до внеочередных парламентских выборов Вакарчук не успевал зарегистрировать партию, было решено переименовать и перерегистрировать партию «Платформа инициатив» в партию «Голос». Партия «Платформа инициатив» была зарегистрирована 10 февраля 2015 года.
21 мая 2019 года партия получила официальные документы о перерегистрации.
В избирательном списке партии были группы людей, связанных с «Dragon capital» и являвшихся выпускниками и стипендиатами фондов Джорджа Сороса и олигарха Виктора Пинчука, представители партии отрицали какую-либо связь с этими предпринимателями. Украинские пророссийские СМИ и ряд политиков (представители ОПЗЖ, отдельные депутаты «Слуги народа») обвиняли партию в финансировании Соросом и прямой работе на него, называя её представителей соросятами (к которым также причислялись члены правительства Алексея Гончарука и ряд депутатов «Слуги народа»).
11 марта 2020 съезд партии избрал председателем депутата Киру Рудик.
11 июня Вакарчук заявил что отказывается от депутатского мандата и уходит из политики
17 июля 2020 года партия перешла в оппозицию к действующей власти в лице президента Владимира Зеленского и его партии «Слуга народа».
В марте 2021 года «Голос» настиг внутрипартийный конфликт между действующим руководством и шесть нардепами (Ярослав Юрчишин, Роман Лозинский, Александра Устинова, Ольга Стефанишина, Владимир Цабаль, Соломия Бобровская), которые начали голосовать по важным законам в противовес решения партии и обвиняли Киру Рудик и Ярослава Железняка в сепаратных переговорах с властью насчёт финансовой поддержки.

## Идеология и политическая программа
Партия «Голос» позиционирует себя, как правоцентрическая, проевропейская партия, которая декларирует демократический подход к политике, отделение денег от политики, принцип «человек в центре государственной политики». В экономике предполагается введение налога на выведенный капитал, рынка земли, приватизация предприятий, борьба с незаконными схемами на таможне и в налоговой.
Согласно оценке экспертов Центра экономичной стратегии Дмитрия Яблоновского и Дарьи Михайлишин, в программе партии большое внимание уделяется борьбе с коррупцией посредством деолигархизации и повышению эффективности государства путем внедрения современных технологий.
Согласно результатам анализа правозащитника Владимира Яворского, партийная программа уделяет большое внимание правам человека, при этом в ней отсутствуют популистские заявления.

## Парламентские выборы на Украине (2019)
На внеочередных выборах в Верховную Раду 2019 партия «Голос» заняла пятое место в пропорциональной части по количеству голосов избирателей (851722 голосов — 5,82 %), что позволило ей в Верховной Раде Украины IX созыва получить 17 мандатов по партийным спискам, а также 3 мандата в одномандатных мажоритарных округах.

## Структура
- Святослав Вакарчук — бывший лидер партии;
- Кира Рудик — глава партии;
- Ярослав Юрчишин — заместитель главы партии, политический директор;
- Павел Кухта — программный директор;
- Яна Ключковская — директор по коммуникациям;
- Николай Давидюк — советник по политическим вопросам;
- Соломия Бобровская — директор по региональному развитию.